# Neston cum Parkgate
Neston cum Parkgate var en civil parish från 1894 till 1974, i grevskapet Cheshire, i England. Denna civil parish var belägen 16 km från Chester och hade 7 005 invånare år 1951. Neston and Parkgate var ett distrikt från 1894 till 1933 då den blev en del av Neston och Bebington.